# Eleusine intermedia
Eleusine intermedia är en gräsart som först beskrevs av Emilio Chiovenda, och fick sitt nu gällande namn av Sylvia Mabel Phillips. Eleusine intermedia ingår i släktet gåshirser, och familjen gräs. Inga underarter finns listade i Catalogue of Life.